# تپه زردآلوآباد
تپه زردآلو آباد مربوط به عصر مفرغ است و در شهرستان ایلام، بخش مرکزی، دهستان میش خاص، روستای زردآلوآباد واقع شده و این اثر در تاریخ ۲۷ بهمن ۱۳۸۷ با شمارهٔ ثبت ۲۴۶۴۰ به‌عنوان یکی از آثار ملی ایران به ثبت رسیده است.